# Suun-do
Suun-do är en ö i Nordkorea.   Den ligger i provinsen Norra P'yŏngan, i den västra delen av landet, 140 km nordväst om huvudstaden Pyongyang. Arean är 0,15 kvadratkilometer.
Terrängen på Suun-do är platt. Öns högsta punkt är 32 meter över havet. Den sträcker sig 0,6 kilometer i nord-sydlig riktning, och 0,6 kilometer i öst-västlig riktning.